# Les Rebelles de la forêt 2
Pour les articles homonymes, voir Les rebelles de la forêt.
Série
Les Rebelles de la forêt
(2006) Les Rebelles de la forêt 3
(2010)
Pour plus de détails, voir Fiche technique et Distribution.
Les Rebelles de la forêt 2 (Open Season 2) est un long métrage d'animation américain en images de synthèse, réalisé par Matthew O'Callaghan et Todd Wilderman, produit par Sony Pictures et sorti directement en vidéo le 24 septembre 2008 aux États-Unis. Il est la suite du film Les Rebelles de la forêt sorti en 2006.

## Sypnosis
Alors qu'il s’apprête à se marier avec Giselle, Elliot se rend brusquement compte que Monsieur Saucisse est enlevé par ses propriétaires Bob et Bobby, qui le ramènent auprès d'un groupe d'animaux domestiques, dirigé par le caniche Fifi, qui voue une haine féroce envers les bêtes sauvages. Boog, Elliot et tous les autres rebelles se lancent dans une grande mission de sauvetage pour lui venir en aide. C'est le début d'une guerre entre les animaux sauvages et les animaux domestiques.

## Fiche technique
- Titre : Les Rebelles de la forêt 2
- Titre original : Open Season 2
- Scénario : David I. Stern
- Musique : Ramin Djawadi
- Production :  Matthew O' Challaghan et Kirk Bodyfelt
- Société de production : Sony Pictures Animation et Reel FX Creative Studios
- Société de distribution : Sony Pictures Home Entertainment
- Langue : anglais
- Durée : 76 minutes
- Dates de sortie : 
  - États-Unis : 24 septembre 2008
  - France : 27 janvier 2009 sur M6 W9 6ter Canal+

## Distribution

### Voix originales
- Joel McHale : Elliot
- Mike Epps : Boog
- Cody Cameron : Mr. Saucisse
- Jane Krakowski : Giselle
- Billy Connolly : McSquizzy
- Crispin Glover : Fifi
- Steve Schirripa : Roberto
- Fred Stoller : Stanley
- Sean P. Mullen : Roger
- Olivia Hack : Charlene
- Diedrich Bader : Rufus
- Danny Mann : Serge
- Maddie W. Taylor : Deni, Buddy, Ian
- Georgia Engel : Bobbie
- Nika Futterman : Rosie
- Michelle Murdocca : Maria

### Voix françaises
- Pascal Légitimus : Boog
- Julien Courbey : Elliot
- Bernard Gabay : Fifi
- Cécile Nodie : Giselle
- Jean-François Kopf : McSquizzy
- Bernard Métraux : Mr. Saucisse
- Lucie Dolène : Bobbie
- Boris Rehlinger : Roberto
- Jérémy Prévost : Serge / Denis
- Bruno Magne : Stanley / Rufus
- Bernard Bollet : Ian
- Sauvane Delanoë : Charlene
- Stanislas Grevillen : Denis
- Michel Mella : Roger
- Patricia Legrand : Rosie
- Pascal Casanova : Reilly
- Anne Mathot : Maria
- Thibaut Belfodil
- Olivier Constantin
- Georges Costa
- Karine Costa
- Michel Costa
- Evelyne Grandjean
- Marc Grosby
- Julie Kapour
- Laurence Karsenti
- Christiane Ludot
- Hervé Marielle
- Patricia Piazza
- Mathieu Uhl

### Voix québécoises
- Martin Watier : Elliot
- Thiéry Dubé : Boog
- Violette Chauveau : Giselle
- Nicholas Savard L'Herbier : Fifi
- Olivier Visentin : Roberto
- Yves Soutière : Roger
- Aurélie Morgane : Charlene
- François Godin : Rufus
- Paul Sarrasin : Buddy
- Johanne Garneau : Maria

### Chanson Près de Toi
- Cette chanson traduite librement pour les besoins du film est en fait un titre de 1970 créé par THE CARPENTERS et dont le titre est CLOSE TO YOU